# Zigeunerschnitzel

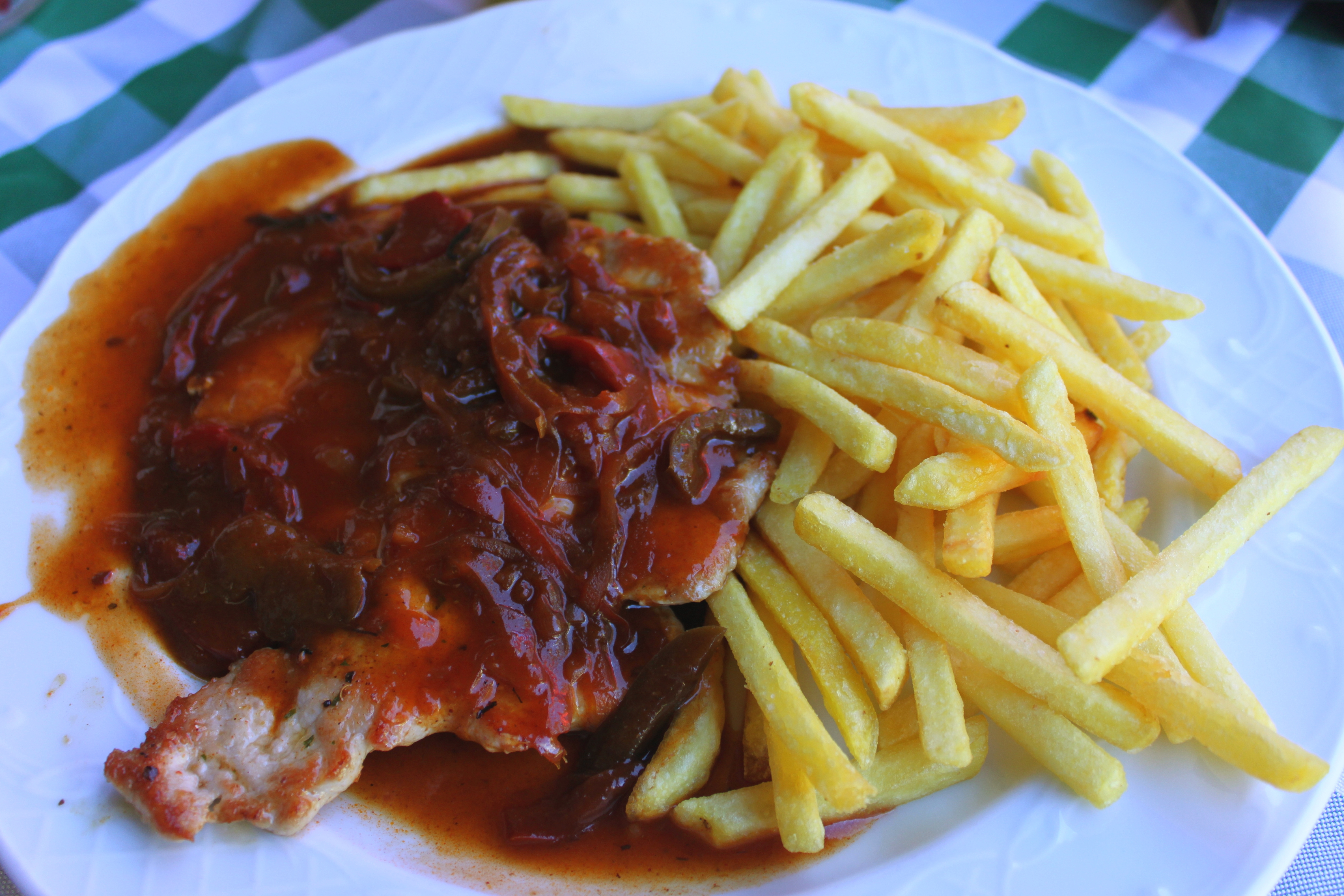
Zigeunerschnitzel de porc amb salsa de pebrots i patates fregides.

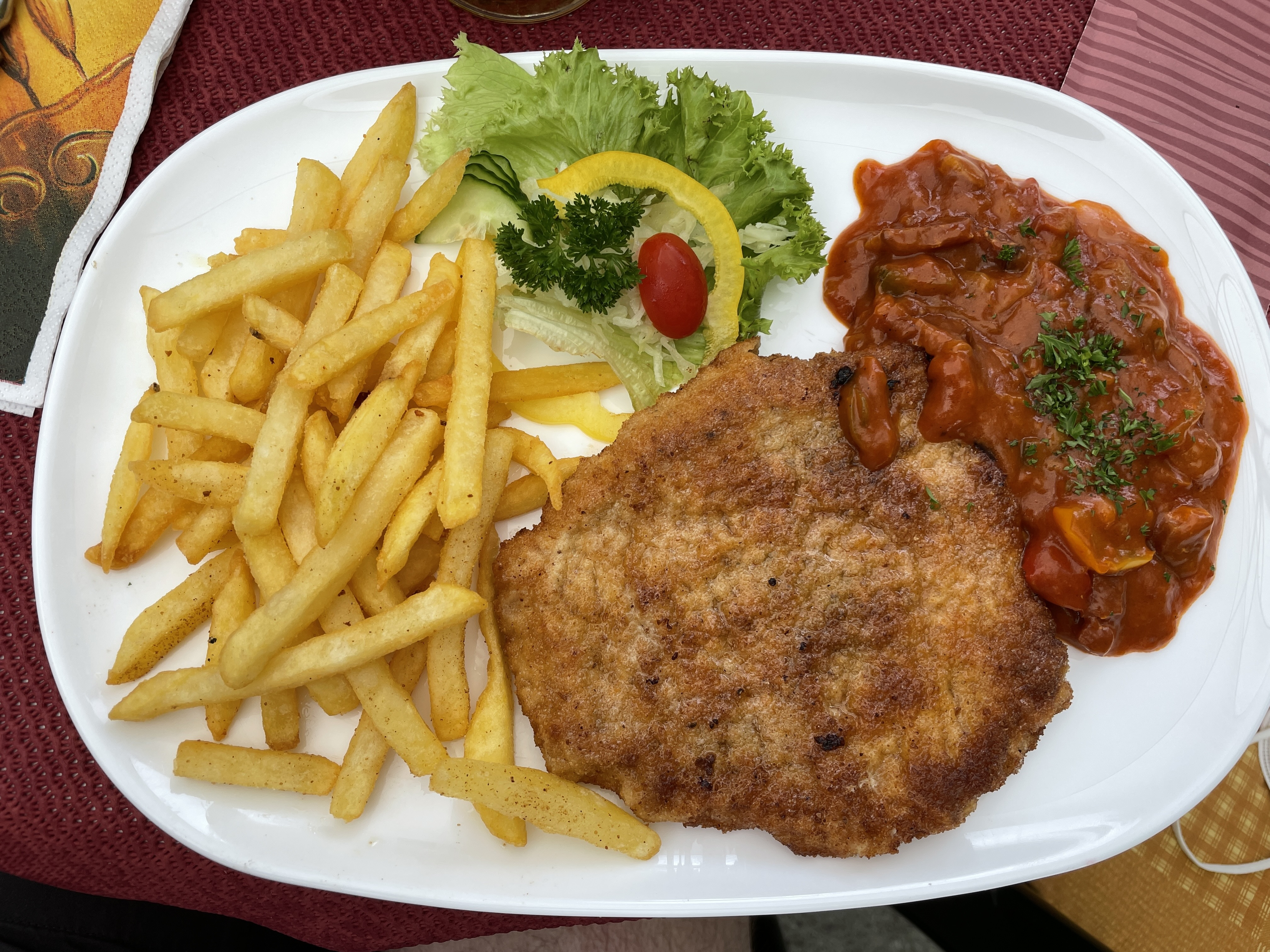
Zigeunerschnitzel amb escalopa arrebossada, letscho i patates fregides.

El Zigeunerschnitzel és un plat de la cuina austríaca i alemanya fet amb un Naturschnitzel de vedella i salsa de pebrots o Zigeunersauce. Originalment prové d'Hongria i formava part de la cuina refinada de la monarquia austrohongaresa. En la cuina popular, aquest nom sol referir-se a escalopes de porc arrebossades servides amb salsa de pebrots o Zigeunersauce.

## Nom i crítica
La paraula Zigeuner ("gitano") té una connotació despectiva des de mitjans del segle XVI. Això, però, no ha impedit que s’utilitzés com a part d’expressions culinàries (à la zingara, Zigeunerrostbraten, Zigeunergulasch, etc.). En l'art culinari, el terme "Zigeuner-" no fa referència a cap ètnia, sinó a l’ús intens de pebre vermell com a ingredient principal.
El 2012 va sorgir un debat sobre la discriminació dels Sinti i Roma. Després de diverses discussions i declaracions contradictòries, el Consell Central dels Sinti i Roma Alemanys va donar suport el 2020 al canvi de nom de les denominacions de productes que fossin discriminatòries.
Com a alternatives, es van proposar les denominacions Paprikaschnitzel—que en el llenguatge culinari fa referència a una recepta diferent—i Schnitzel Balkan-Art ("Schnitzel a l'estil dels Balcans").
El 2013, Die Welt online va informar que la denominació Zigeunerschnitzel havia estat substituïda en els menús de les àrees de servei d'autopistes per alternatives com Puszta-Schnitzel i Schnitzel Balkanart o Budapester Art.

## Preparació tradicional
Per a la preparació tradicional, les escalopes de vedella es passen per farina, es fregeixen en mantega i es mantenen calentes. Per a la salsa, el suc de cocció es desglassa amb vi blanc. S'hi afegeixen llengua de vedella salada tallada en trossos fins, pernil cuit, xampinyons frescos tallats a làmines i tòfones tallades a làmines, que es deixen coure breument. Finalment, s'afegeix salsa de tomàquet colada i es condimenta amb pebre de rosa o pebre de Caiena.